# Tomoyasu Hirose
Tomoyasu Hirose (廣瀬 智靖 Hirose Tomoyasu?), född 11 september 1989 i Saitama prefektur, är en japansk fotbollsspelare.
Hirose började sin karriär 2008 i Montedio Yamagata. Han spelade 78 ligamatcher för klubben. 2014 flyttade han till Tokushima Vortis. Han avslutade karriären 2015.